# دراگر (شرکت)
دراگر (انگلیسی: Dräger) شرکت مهندسی و فناوری سلامت آلمانی است، که در سال ۱۸۸۹ تأسیس شد.